# Erengisle Gädda
Erengisle Gädda, född vid okänd tidpunkt, död 1475 på Gäddeholm i Trosa socken, var riddare och riksråd. Erengisle Gädda var son till Karl Gädda och dennes till namnet okända hustru som var dotter till riddaren Karl (Karlsson) Öra. Erengisles namn skrevs aldrig med patronymikon.
Erengisle nämns första gången i historiskt källmaterial 1440. Han dubbades sannolikt till riddare i samband med Kristian I:s kröning i Uppsala 3 juli 1457.
Erengisles sätesgård var ovannämnda Gäddeholm.
Erengisle Gädda var svärfar till riksföreståndaren Svante Nilsson (Sture) som var gift med hans dotter Iliana.
Gift 1 med Birgitta Erengislesdotter (Hammerstaätten) (–1465), vars far Erengisle Nilsson var brylling till Erengisle Gädda.
Gift 2 med Bengta Körning (Simonsdotter) (1430–1504) 
Barn med 1
1. Iliana (dog ogift i pesten)

Barn med 2
1. Iliana Gädda (1468–1495)
2. Nils Gädda (–1508)